# Kukumi
Kukumi – albańsko–kosowsko–chorwacki film fabularny z roku 2005 w reżyserii Isy Qosji.

## Opis fabuły
Akcja filmu rozgrywa się w roku 1999, po zakończeniu wojny o Kosowo, kiedy do Kosowa wkraczały pierwsze oddziały NATO. Po zawarciu porozumienia w Kumanowie strażnicy i pracownicy jednego ze szpitali psychiatrycznych opuszczają miejsce pracy i uciekają. Uwięzieni tam pacjenci (Kukum, Mara i Hasan) wychodzą na wolność, pełni marzeń i oczekiwań co będą robić w nowej rzeczywistości. Ta jednak rozczarowuje, zaczynają się pierwsze konflikty z tymi, którzy ich nie rozumieją. W rodzinnej wsi Hasana nikt nie chce przyjąć osób uznanych za psychicznie chore. W kraju, gdzie ich rodacy cieszą się odzyskaną wolnością, pacjenci uwolnieni ze szpitala nie znajdują dla siebie miejsca.
Film został wyróżniony na Festiwalu Filmowym w Wenecji (2005), Specjalną Nagrodą Jury na Festiwalu Filmowym w Sarajewie (2005) i Specjalną Nagrodą Jury na Festiwalu Filmowym w Sofii (2006).

## Obsada
- Luan Jaha	jako Kukum
- Anisa Ismaili jako Mara
- Donat Qosja jako Hasan
- Yllka Gashi jako Zarifja
- Shkumbin Istrefi jako Gafurr
- Astrit Kabashi jako chuligan
- Ilir Rexhepi jako ochroniarz
- Edon Rizvanolli jako pacjent
- Ismet Azemi jako kandydat
- Auritë Agushi
- Muharrem Qena
- Fatmir Spahiu